# كأس أذربيجان 2006–07
كأس أذربيجان 2006–07 (بالأذرية: 2006-07 Azərbaycan Kuboku)‏ هو الموسم 15 من كأس أذربيجان. أقيم خلال الفترة 6 سبتمبر 2006 وحتى 28 مايو 2007، وأشرف على تنظيمه اتحاد أذربيجان لكرة القدم، وكان عدد الأندية المشاركة فيه 19، وفاز فيه نادي خزر لنكران.